# جورج براك

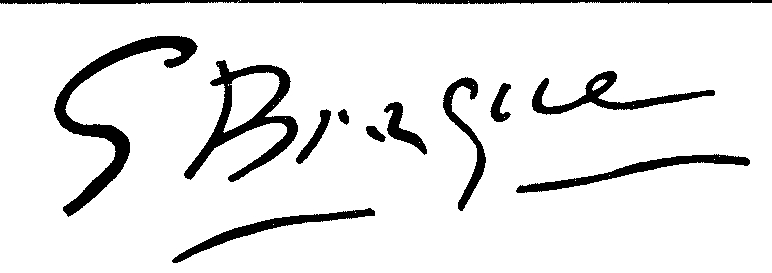

جورج براك، (بالفرنسية: Georges Braque)‏ رسام فرنسي ولد يوم 13 أيار 1882م وتوفي في 31 أغسطس/آب 1963م يعتبر الفنان براك من مؤسسي المدرسة التكعيبية ومن رموز الفن في القرن العشرين ومن المؤثرين فيها. كان براك صديقاً للفنان بابلو بيكاسو كما صرح براك عن علاقته مع بيكاسو، حيث انهم كانوا مثل متسلقي الجبال معاً، حيث بيكاسو صرح بأنه يعتبر براك كصديقه المقرب حيث كانت علاقتهم مقربة جدا لدرجة ان يتم اطلاق الاسم عليها " La cordée Braque-Picasso" من قبل براك. حيث كان بيكاسو مشهورا أكثر من براك وقد ظهرت الحركة التكعيبية من خلال رسومات براك.

## شبابه
نشأ في لوهافر ليصبح عامل دهان ومصمم ديكور كوالده وجده، وفي نفس الوقت كان يدرس أصول الرسم مساء في مدرسة الفنون الجميلة في الفترة من 1897 إلى 1899. في فرنسا تتلمذ براك على يد مصمم محترف ثم استلم شهادته في 1902، وأصبح في السنة التي تليها يحضر الدروس في أكاديمية همبرت وتعرف هناك على ماري لورينسل وفرانسيس بيكابيا، وظل يرسم هناك حتى 1904.

## الحركة الوحشية
تنتمي أوّل أعمال براك للحركة الانطباعية، لكنّهُ تبنّىٰ بعدها الحركة الوحشية بعد مشاهدتة لأعمال من هذه الحركة في معرض في 1905. يستخدم الوحشييون، ومنهم هنري ماتييس وَ أندري درين، ألوان متألّقة وأشكال عشوائية للحصول علىٰ استجابات عميقة من العواطف البشرية.عكف براك خلال هذه الفترة علىٰ تطوير أسلوب وحشي أكثر إخضاعاً للعواطف، وساعده في ذلك الفنان راؤول دوفي والفنان أثون فريس المولود في لوهافر أيضاً. في 1906 رافق براك فريس في رحلته للرسم إلىٰ قرية إيستاك ومن ثمّ إلىٰ ذهب في بلجيكا ومنها إلىٰ لوهافر مرة أخرى، وفي مايو 1907، تمكّن براك من عرض أعماله الوحشية في جمعية الفنانون المستقلّون.
في نفس العام، بدأت أعمال براك تتطوّر تدريجياً لتظهر تأثّره بأعمال الفنان بول سيزان المُتَوَفّىٰ في 1906، والذي عرضت أعماله في الجمعية، بعد عام من وفاة الأخير، بأحجام كبيره وبصبغة متحفية. أثّرت هذه الأعمال كثيراً في أعمال طليعة الفنانين، مما مهّد الطريق للحركة التكعيبية.

## الحركة التكعيبية
كانت رسومات براك خلال الحركة التكعيبية حقا قصيرة إلى حد ما، ولكن كان كافيا لاختراق وإعطاء التوجيه لجميع أعماله في المستقبل. لقد مثلت انفصالا مفاجئا مع الحركة الوحشية ومع تعليم (سيزان) فيما يتعلق بالمناظر الطبيعية. لم يتخلى عن افكار وتأثير سيزان تماما حيث انه استمر على ادخال المناظر الطبيعية حتى في لوحاته خلال الفترة التكعيبية.
أظهرت رسومات براك بين الأعوام 1908 - 1913 اهتمامه بالهندسة لأثر الضوء والرسم المنظوري والأساليب التقنية التي يستخدمها الرسامون لأظهار تلك الآثار، ويظهر هنا تشكيكه للعديد من المعايير التي تعارف عليها الفنانون. على سبيل المثال، في رسوماته لمناظر من قريته، قام براك بالتقليل من المباني المعمارية وإستبدلها بأشكال هندسية تكاد تكون مكعبة، وفي نفس الوقت مثل الظلال لتبدو كأشكال مسطحة وثلاثية الأبعاد في الوقت ذاته بواسطة تكسيره للصورة. يظهر هذا الأسلوب جلياً في لوحته (House at L'estaque) منزل في إيستاك، حيث جذب الإتنباه إلى طبيعة التوهم البصري والتصوير الفني.
في عام 1909 بدأ براك بالعمل مع الفنان بابلو بيكاسو، الذي كان يعمل على تطوير نفس الأسلوب التكعيبي في الرسم. تأثر بيكاسو بأعمال بول غوغان، بول سيزان، أقنعة القبائل الأفريقية والمنحوتات الإيبيرية، بينما كان براك عاكفاً على تطوير أفكار سيزان لتعدد المناظير. «تظهر الدراسات أن مقارنة أعمال براك وبيكاسو خلال الفترة 1908 توضح مدى استفادة براك من عملة مع بيكاسو في تسريع وتعزيز اكتشافه لأفكار سيزان، لا لتحويل أفكاره». لقد كانت الحركة التكعيبية اكتشافاً مشترك بين براك وبيكاسو في 1907 واستقرت في مونت مارتري في باريس وكان الاثنان روادها الأساسيين. بدأ بعدها الفنانان بالعمل على تطوير هذه الحركة الفنية، وقاما بعمل رسومات بألوان أحادية وتصاميم معقدة لأشكال وجوه، تعرف الآن بالتكعيبية التحليلة.
برزت اللحظة المصيرية في تطوير هذه الحركة خلال صيف 1911 ، في كريت في البيرينية الفرنسية عندما قام رواد التكعيبية، جنباً إلى جنب، برسم لوحات صعبة أو قد تكون مستحيلة افتراضياً، وذلك ليتميزو عن البقية. وفي عام 1912 بدأو بتجربة الحركة التكعيبية على فن الكولاج والرسم بالتلصيق. في عام 1914, الزواج الروحي بين براك وبيكاسو شوهدت نهايته، حيث براك تعرض لإصابة خطيرة لنوع ما خلال فترة الحرب العالمية الأولى، السبب الذي جعل براك التوقف عن العمل في هذه الفترة حتى عام 1917 من خلال عمله الفني " the musician", حيث عمل على تطور افكاره التكعيبية وادراج فن الكولاج والطبيعة إلى لوحاته بعد توقفه عن العمل. مع ذلك، علاقته مع بيكاسو لم تنتهي حيث استمروا في الالتقاء حتى موت براك.
كان الناقد الفني الفرنسي لويس فاكسيليس هو أول من استخدم مصطلح (التكعيبية) أو «المكعبات الغريبة» بعد إطلاعه على لوحات لبراك. فقد وصفها بأنها «مليئة بمكعبات صغيرة»، ومن ثم أنتشر المصطلح على نطاق واسع، مع العلم أن الفنانين لم يستخدماه. ووصف المؤرخ الفني إيرنست غومبرتش التكعيبية على إنها: «المحاولة الأكثر جذرية للقضاء على الغموض وعلى فرض قراءة موحدة للوحة المرسومة». الجدير بالذكر أن الحركة التكعيبية انتشرت وسريعاً في فرنسا وأوروبا.

## أعماله الأخيرة
تعرض براك لإصابة بالغة خلال الحرب، وخلال فترة شفاءة تعرف على الفنان الكوبي جوان غريس. عندما عاود نشاطة الفني في 1917، أصبحت أعمالة تبتعد
عن حدة التجريدية التكعيبية، حيث طور أسلوباً خاصاً به يتميز بالألوان المتألقة الفاتحة والأسطح المركبة وإعادة إظهار الشخصية الإنسانية، وذلك خلال عمله وحده بعد انتقاله إلى الساحل النورماندي. رسم براك العديد من اللوحات تمثل مواضيع الحياة الصامتة، محافظاً على تركيزه على الأشكال.
استمر براك بالعمل بأسلوبه ماتبقى من حياته منتجاً عدداً لا يستهان به من الرسومات والأشكال والمنحوتات المتميزة ذات صبغة تأملية نافذه. يعود الفضل لـبراك وماتسي في تعريف بيكاسو بـفيرنارد مورلوت، كما انه أنتج طباعاته الحجرية والتوضيحات التي رسمها بنفسه خلال الأربعينات والخمسينات من القرن العشرين في إستديوهات مورلوت. توفي براك في 31 من أغسطس في 1963 في باريس ودفن في مقبرة الكنيسة في سانت مارجريت سورمير في نورماندي بفرنسا. ويعتبر أحد منشئي مدرسة باريس، وأحد رواد الفن الحديث، وتعرض أعمالة في أهم المتاحف في العالم.

## أسلوبه الفني
يعتقد براك ان الفنان يكتشف الجمال «بواسطة الحجم والخط والكتلة والوزن، ومن خلال ذلك الجمال يظهر الفنان انطباعه الشخصي». كما أردف أن «الأجسام التي تتكسر إلى إجزاء أنها طريقة للقرب أكثرمن تلك الأجسام. فالتكسير ساعدني لإنشاء مساحه وحركة في المكان». تبنى براك الألوان الأحادية والمحايدة لاعتقاده بأنها تعمل بانسيابية مع الشكل، عوضا عن تدخلها في إدراك المشاهد للمساحه، فهي تجعله يركز في اللوحة بدلا من أن تشتت انتباهه عن موضوع اللوحة الأساسي.
على الرغم أن براك في بداية نشاطة الفني كان يرسم المناظر الطبيعية، لكنه في عام 1908، وخلال عملة مع بيكاسو وجد مميزات عديدة لرسم الحياة الصامته. فقد أوضح أنه:«بدأ بالتركيز على الحياة الصامته لأنك تستطيع أن تلمس المساحة بيديك، وفي هذا استجابة لرغبتي الملحة دوماً في لمس الأشياء وليس فقط رؤيتها. في تلك المساحات الملموسه، تستطيع قياس المسافة التي تفصلك عن الشكل، بينما في المساحات المرئية تقيس فقط المسافات التي تفصل الأشياء عن بعضها، وهذا ماجعلني أتوجه إلى الحياة الصامته». وتعتبر الحياة الصامته أسهل في التعامل من ناحية المنظور من المناظر الطبيعية، وتسمح للفنان برؤية الإتجاهات المتعددة للشكل، وقد عاود براك اهتمامه بالحياة الصامته في 1930.
قام براك في الفترة بين الحربين العالمية بعرض طرق أكثر حرية وعشوائية للتكعيبية، يركز من خلالها على استخدام الألوان وتمثيلاً أكثر مرونة للأجسام، وفي نفس الوقت محافظاً على انتمائه لأسلوب التكعيبية في المنظور الانسيابي والتكسير، منتجاً أشكالاً ولوحات ملهمه للحياة الصامته. على النقيض من براك، استمر بيكاسو في إعادة اكتشاف إسلوبه في الرسم منتجاً لوحات بأساليب تمثيلية وتكعيبية في الوقت نفسه، كما قام بدمج الأفكار السريالية في أعمالة.

## روابط خارجية
- جورج براك على موقع IMDb (الإنجليزية)
- جورج براك على موقع الموسوعة البريطانية (الإنجليزية)
- جورج براك على موقع مونزينجر (الألمانية)
- جورج براك على موقع إن إن دي بي (الإنجليزية)
- جورج براك على موقع ديسكوغز (الإنجليزية)
- جورج براك على موقع قاعدة بيانات الفيلم (الإنجليزية)